# Fêtes et jours fériés en Finlande

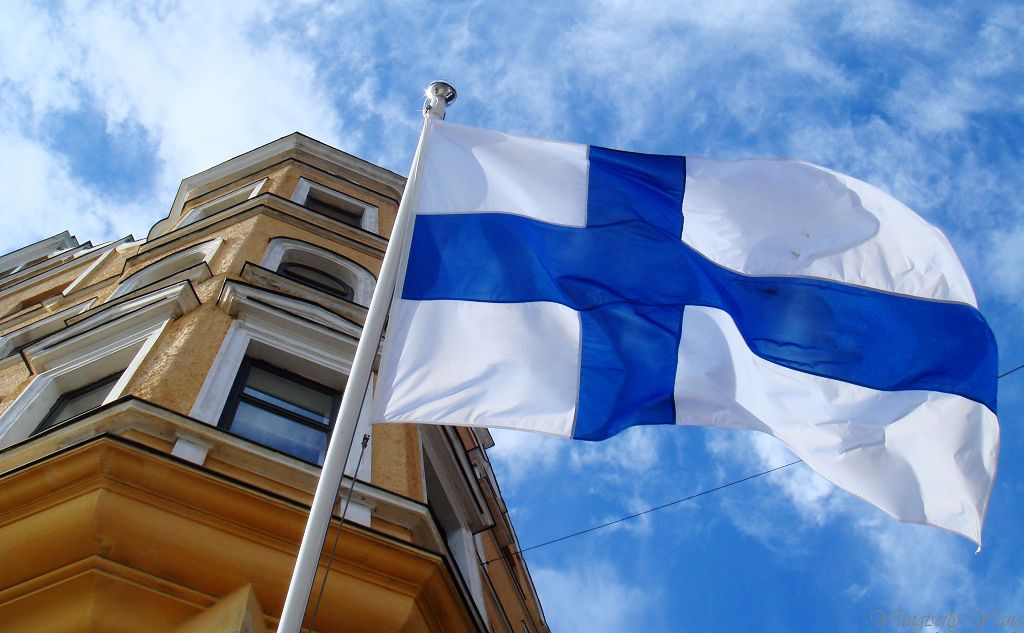
Drapeau finlandais dressé à Helsinki.

Les fêtes et jours fériés en Finlande sont établis par l'Eduskunta, le parlement du pays.
Selon la loi, le pavillon finlandais doit être déployé sur les bâtiments publics certains jours comme le 28 février (jour de Kalevala également connu sous l'appellation Journée de la culture finlandaise), le 1er mai pour la fête de Vappu, le deuxième dimanche de mai pour la fête des mères, le deuxième dimanche de Novembre pour celle des pères, le 4 juin pour l'anniversaire de Carl Gustaf Emil Mannerheim, également célébré comme le Jour du drapeau et des Forces de défense finlandaises. Le samedi entre les juin, pour la Saint-Jean, le 6 décembre (jour de l'Indépendance) et le jour où le Président de la Finlande prend ses fonctions,. En dehors de cette liste, il est d'habitude de lever les drapeaux pour de nombreuses autres occasions.

## Récapitulatif
| Date        | Nom français             | Nom local          | Remarques                       |
| ----------- | ------------------------ | ------------------ | ------------------------------- |
| 1er janvier | Jour de l'an             | Uudenvuodenpäivä   | jour férié officiel en Finlande |
| 6 janvier   | Épiphanie                | Loppiainen         | jour férié officiel en Finlande |
| Date mobile | Vendredi saint           | Pitkäperjantai     | jour férié officiel en Finlande |
| Date mobile | Pâques                   | Pääsiäispäivä      | jour férié officiel en Finlande |
| Date mobile | Lundi de Pâques          | Pääsiäispäivä      | jour férié officiel en Finlande |
| 1er mai     | Fête du travail          | Vappu              | jour férié officiel en Finlande |
| Date mobile | Ascension                | Helatorstai        | jour férié officiel en Finlande |
| Date mobile | Pentecôte                | Helluntai          | jour férié officiel en Finlande |
| Date mobile | Fête de la Saint-Jean    | Juhannus           | jour férié officiel en Finlande |
| Date mobile | Toussaint                | Pyhäinmiestenpäivä | jour férié officiel en Finlande |
| 6 décembre  | Jour de l'indépendance   | Itsenäisyyspäivä   | jour férié officiel en Finlande |
| 13 décembre | Sainte-Lucie             | Lucian päivä       |                                 |
| 24 décembre | Réveillon de Noël        | Jouluaatto         |                                 |
| 25 décembre | Noël                     | Joulupäivä         | jour férié officiel en Finlande |
| 26 décembre | Fête de la Saint-Étienne | Tapaninpäivä       | jour férié officiel en Finlande |

## Fêtes et traditions en Finlande

### Vappu

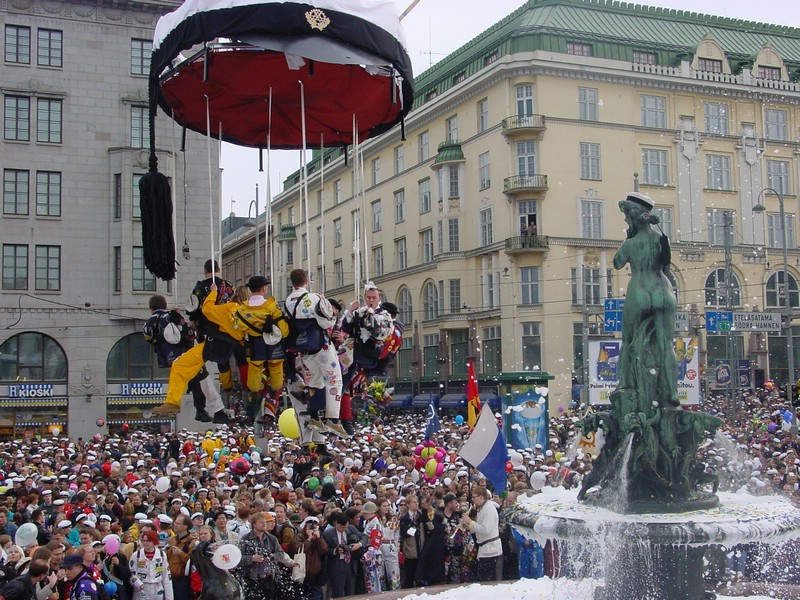
Célébration du Vappu à Helsinki (2002).

En Finlande, Vappu est une des plus grosses fêtes de l'année. La célébration commence dès le 30 avril au soir et est l'occasion d'une large consommation de vin pétillant et de différents alcools. Dès la fin du XIXe siècle, cette fête traditionnelle des classes aisées est devenue celle des étudiants allant à l'université et ayant déjà reçu leurs casquettes. Les traditions incluent notamment la consommation d'une boisson fermentée (le sima), dont le contenu en alcool peut varier. Les festivités incluent aussi un pique-nique le 1er mai dans les parcs publics des grandes villes.

### Jour de l'indépendance de la Finlande
La fête de l'indépendance (Itsenäisyyspäivä) est une fête nationale commémorant l'indépendance du pays le 6 décembre 1917.

### Fête de la Saint-Jean

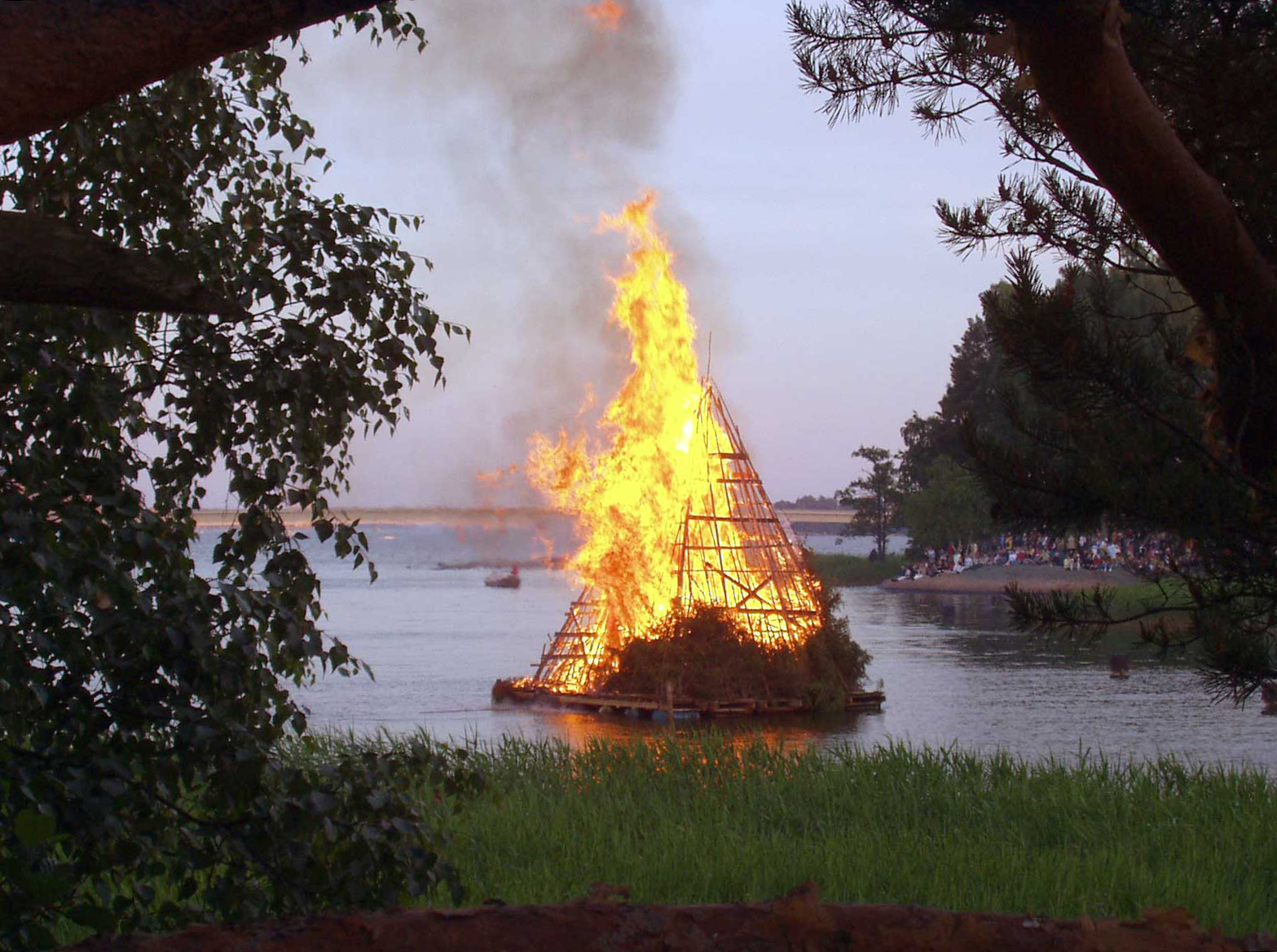
Feu de joie allumé à l'occasion de la Saint-Jean à Lappeenranta, en Finlande.

Traditionnellement fêté à la campagne. Le drapeau finlandais est hissé partout dans le pays (tous les bâtiments publics ou privés sont équipés de mâts). Les feux de la Saint-Jean conduisent à la réalisation de tours de bois ("kokko" en finnois) dont l'embrasement peut être visible d'assez loin.

### Sainte-Lucie
En Finlande, comme aussi en Scandinavie voisine, est célébrée la Sainte-Lucie (Lucianpäivä) le 13 décembre, qui coïncide avec l'approche du solstice d'hiver. Il est de tradition depuis 1949 d'élire chaque année, parmi les jeunes filles du pays, l'une d'elle pour incarner ce jour-là la sainte. Habillée de blanc et coiffée d'une couronne de bougies, elle défile à Helsinki afin de récolter de l'argent à destination des personnes dans le besoin. Cette élection est organisée nationalement par le biais du journal finlandais de langue suédoise Hufvudstadsbladet.

### Noël

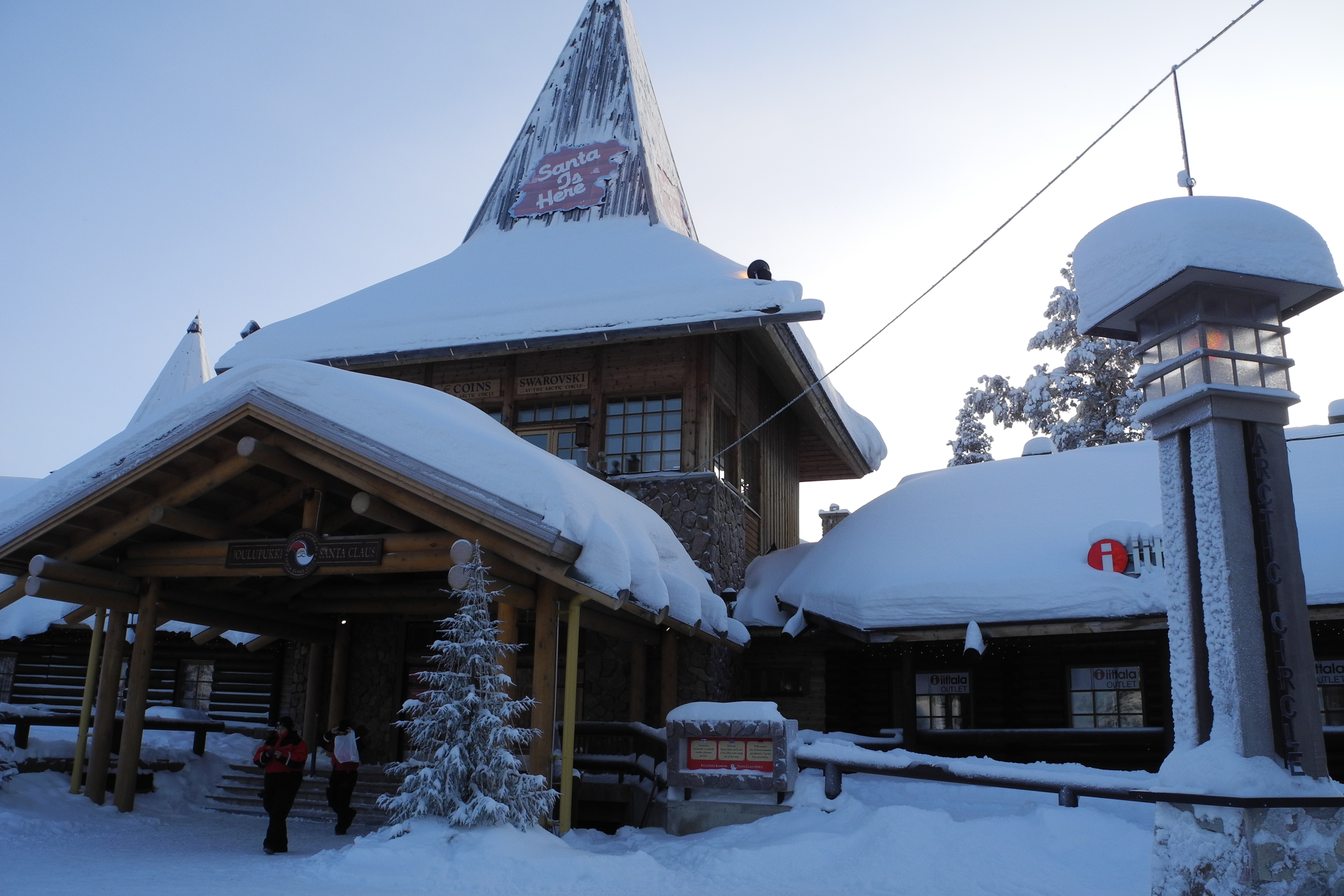
Village du Père Noël à Rovaniemi, en Finlande.

Les célébrations liées à la période des fêtes de fin d'année s'étendent de la Sainte-Lucie jusqu'à l'épiphanie en Finlande. 
La célébration de Noël débute l'après-midi du 24 décembre, lors de la proclamation de la "Paix de Noël" (Joulurauhanjulistus) à Turku, l'ancienne capitale de Finlande. Les familles se rassemblent et vont faire un tour sur les tombes familiales pour y allumer une bougie et déposer un rameau. En fin d'après-midi, ils peuvent assister à un office religieux. La veille de Noël est aussi un jour particulièrement apprécié pour aller au sauna. 
En soirée, le traditionnel et copieux repas de Noël permet aux familles de se rassembler avant d'accueillir le Père Noël (Joulupukki) dans sa tournée. 
Les 24 et 25 décembre, sont deux jours fériés que les Finlandais consacrent souvent à leur famille et à leurs amis.